# معلوماتية السلوك
معلوماتية السلوك أو علم سلوك المعلومات[بحاجة لمصدر] (بالإنجليزية: Behavior Informatics)‏ يعني دراسة سلوك الأفراد والحصول على معلومات واستنتاجات حول هذا السلوك باستخدام التقنيات المختلفة. تُعد معلوماتية السلوك طريقة بحث تجمع بين العلم والتكنولوجيا، ويتركز بشكل خاص في مجال الهندسة. ويتضمن المعلوماتية السلوك تحليل السلوك الحالي للأفراد بالإضافة إلى تنبؤات السلوك المحتمل في المستقبل، وذلك من خلال التعرف على الأنماط السلوكية.
على عكس التحليل السلوكي التطبيقي من المنظور النفسي، تقوم معلوماتية السلوك ببناء نظريات حسابية وأنظمة وأدوات لنمذجة وتمثيل وتحليل وإدارة سلوك الأفراد والمجموعات و/أو المؤسسات بشكل كمي ونوعي.
أسست معلوماتية السلوك على أساس الدراسة الكلاسيكية لعلم السلوك، بما في ذلك نمذجة السلوك [الإنجليزية]، وتحليل السلوك التطبيقي، وتحليل السلوك، والاقتصاد السلوكي، والسلوك التنظيمي. تتكون مهام ذكاء الأعمال النموذجية من تكوين السلوك الفردي والجماعي، والتمثيل، النمذجة الحسابية، والتحليل، والتعلم، والمحاكاة، وفهم تأثير السلوك والمنفعة، والسلوكيات التي لا تحدث وغيرها، لتتداخل مع السلوك والإدارة. تعتمد معلوماتية السلوك في تحليل البيانات على البيانات الإدراكية والسلوكية. وعندما تدمج هذه البيانات، يمكن لمعلوماتية السلوك أن يوضح الصورة الكاملة بشأن القرارات السلوكية والأنماط. إحدى أهداف معلوماتية السلوك هي دراسة السلوك البشري والتغلب على مشكلات مثل الانحياز في التقارير الذاتية. وهذا يساعد في إنتاج معلومات أكثر موثوقية وصحة للبحث العلمي.

## تحليلات السلوك
تغطي معلوماتية السلوك تحليلات السلوك التي تركز على تحليل وتعلم البيانات السلوكية.
من منظور المعلوماتية، يتكون السلوك من ثلاثة عناصر رئيسية:
1. الجهات الفاعلة (الموضوعات والأشياء السلوكية)،
2. العمليات (الإجراءات والأنشطة) و
3. التفاعلات (العلاقات) وخصائصها.

يمكن تمثيل السلوك كمتجه للسلوك، ويمكن تمثيل جميع سلوكيات ممثل أو مجموعة فاعلة كتسلسلات سلوكية ومصفوفة سلوك متعددة الأبعاد. يوضح الجدول التالي بعض عناصر السلوك.
| مصطلح | التعريف                                                           |
| ----- | ----------------------------------------------------------------- |
| من    | من يقوم بالنشاط.                                                  |
| لمن   | لمن ينفذ النشاط.                                                  |
| سياق  | البيئة المحيطة بالنشاط. وهذا يشمل ما يحدث قبل وأثناء وبعد النشاط. |
| فعل   | النشاط الذي يقوم به الموضوع                                       |
| هدف   | الهدف النهائي المقصود الذي يأمل الموضوع تحقيقه من خلال الإجراء.   |

تأخذ معلوماتية السلوك في الاعتبار السلوك عند تحليل أنماط الأعمال والذكاء. يوفر تضمين السلوك في هذه التحليلات معلومات بارزة عن العوامل الاجتماعية والعوامل الدافعة للأنماط.

## تطبيقات في مجال الأعمال
تستخدم معلوماتية السلوك في مجموعة متنوعة من الإعدادات، بما في ذلك على سبيل المثال لا الحصر إدارة الرعاية الصحية والاتصالات والتسويق. معلوماتية السلوك هي نقطة تحول لنظام الرعاية الصحية، ويوفر طريقة لتحليل وتنظيم الجوانب العديدة التي تدخل في احتياجات وقرارات الرعاية الصحية للفرد. عندما يتعلق الأمر بنماذج الأعمال، يمكن استخدام معلوماتية السلوك للقيام بدور مماثل. تقوم المنظمات بتطبيق معلوماتية السلوك لتعزيز هيكل الأعمال ونظامها حيث تساعد على تنظيم قرارات العمل والمواقف المثالية.